# إدفاردو هرموزا
إدفاردو هرموزا (مواليد 17 نوفمبر 1985) هو لاعب كرة قدم. يلعب مع منتخب بوليفيا لكرة القدم منذ عام 2011.

## وصلات خارجية
- إدفاردو هرموزا على موقع الاتحاد الدولي (مؤرشف)  (الإنجليزية)
- إدفاردو هرموزا على موقع رابطة كرة القدم اليابانية للمحترفين (اليابانية)
- إدفاردو هرموزا على موقع قاعدة بيانات كرة القدم.إي يو (الإنجليزية)
- إدفاردو هرموزا على موقع ناشيونال فوتبول تيمز (الإنجليزية)
- إدفاردو هرموزا على موقع Soccerway.com (الإنجليزية)
- إدفاردو هرموزا على موقع عالم كرة القدم.نت (الإنجليزية)
- إدفاردو هرموزا على موقع كووورة
- إدفاردو هرموزا على موقع AS.com (الإسبانية)
- National Football Teams